# Le Sabre et la Flèche
Pour plus de détails, voir Fiche technique et Distribution.
Le Sabre et la Flèche (titre original : Last of the Comanches) est un film américain réalisé par André de Toth et sorti en 1953.

## Synopsis
En 1876, « Nuage Noir » et sa tribu de comanches continuent leur lutte contre l'homme blanc. Après une confrontation gagnée par la tribu, il ne reste plus que six soldats blancs. Le sergent Trainor gère l'escorte des survivants. Rejoint par la diligence de la belle Julia, le petit groupe reste soudé malgré le manque d'eau et les attaques à répétition.

## Fiche technique
- Titre original : Last of the Comanches
- Réalisation : André de Toth
- Scénario : Kenneth Gamet
- Directeur de la photographie : Ray Cory et Charles Lawton Jr.
- Montage : Al Clark
- Musique : George Duning
- Production : Buddy Adler
- Couleur : Technicolor
- Genre : Western
- Pays de production :  États-Unis
- Durée : 85 minutes
- Dates de sortie :
  - États-Unis : 1er février 1953
  - France : 15 janvier 1954

## Distribution
- Broderick Crawford (VF : Marcel Rainé) : Sergent Matt Trainor
- Barbara Hale (VF : Jacqueline Ferrière) : Julia Lanning
- Johnny Stewart : Little Knife (Lièvre Agile en VF)
- Lloyd Bridges (VF : Roger Rudel) : Jim Starbuck
- Mickey Shaughnessy (VF : Michel André) : Rusty Potter
- George Mathews (VF : Gérald Castrix) : Romany O'Rattigan
- Hugh Sanders (VF : Christian Argentin) : Denver Kinneard
- Ric Roman (VF : Raoul Curet) : Martinez
- Chubby Johnson (VF : Jean Brochard) : Henry Ruppert
- Martin Milner : Billy Creel
- Milton Parsons (VF : René Arrieu) : Satterlee, le prophète
- Jack Woody (VF : Paul Amiot) : Caporal Floyd
- John War Eagle : Black Cloud (Nuage Noir en VF)
- Carleton Young (VF : Gérard Férat) : Major Lanning
- Bud Osborne (non crédité) : Conducteur de chariot